# ميلان غفيرو
ميلان غفيرو (بالصربية: Милан Гверо) (4 ديسمبر 1937 - 17 فبراير 2013) كان جنرال في جيش جمهورية صرب البوسنة حكم عليه بالسجن لمدة خمس سنوات من قبل المحكمة الجنائية الدولية ليوغوسلافيا السابقة بتهم ارتكاب جرائم حرب وجرائم ضد الإنسانية خلال حرب البوسنة والهرسك 1992-1995.
ردا على محاولة الرئيس رادوفان كاراديتش عزل راتكو ملاديتش كقائد لجيش جمهورية صرب البوسنة في أوائل أغسطس 1995 احتجز الفريق غفيرو كاراديتش لمدة يوم في الأسبوع الأخير من شهر أغسطس ووبخه بسبب عدائه لملاديتش والقيادة العليا للجيش.
في 17 فبراير 2013 توفي غفيرو في الأكاديمية الطبية العسكرية في بلغراد عن عمر يناهز 75 عام لأسباب لم يكشف عنها.